# پیتر یاروش
پیتر یاروش (انگلیسی: Peter Jaroš؛ زادهٔ ۲۲ ژانویهٔ ۱۹۴۰) نویسنده، نمایشنامه‌نویس، سیاستمدار، و فیلم‌نامه‌نویس اهل کشور اسلواکی است. یاروش در هایبه در خانواده ای سازنده به دنیا آمد. از سال ۱۹۵۷ تا ۱۹۶۲ در دانشگاه کامنیوس در براتیسلاوا به تحصیل اسلواکی و روسی پرداخت. پس از اتمام کالج، به عنوان ویراستار در انتشارات Mladé letá مشغول به کار شد. بین سالهای ۱۹۶۲ و ۱۹۶۵ او سردبیر هفته نامه Kultúrny Život بود، سپس تا سال ۱۹۷۱ برای رادیو اسلواکی در براتیسلاوا کار کرد. از سال ۱۹۷۲ او فیلمنامه‌نویس و سپس نمایشنامه نویس اسلواکی موشن پیکچر بود. او فیلمنامه فیلم مارتین تاپاک، پاچو سارق هایبه (بر اساس داستان کوتاه او)، فیلمنامه زنبور هزار ساله یوراج یاکوبیسکو (همچنین بر اساس اثری از یاروش) و موارد دیگر را نوشت که برای آن جایزه بین‌المللی دریافت کرد. (ققنوس طلایی در جشنواره بین‌المللی فیلم ونیز، جایزه اتحادیه منتقدان جشنواره سینمای اروپا سویا)

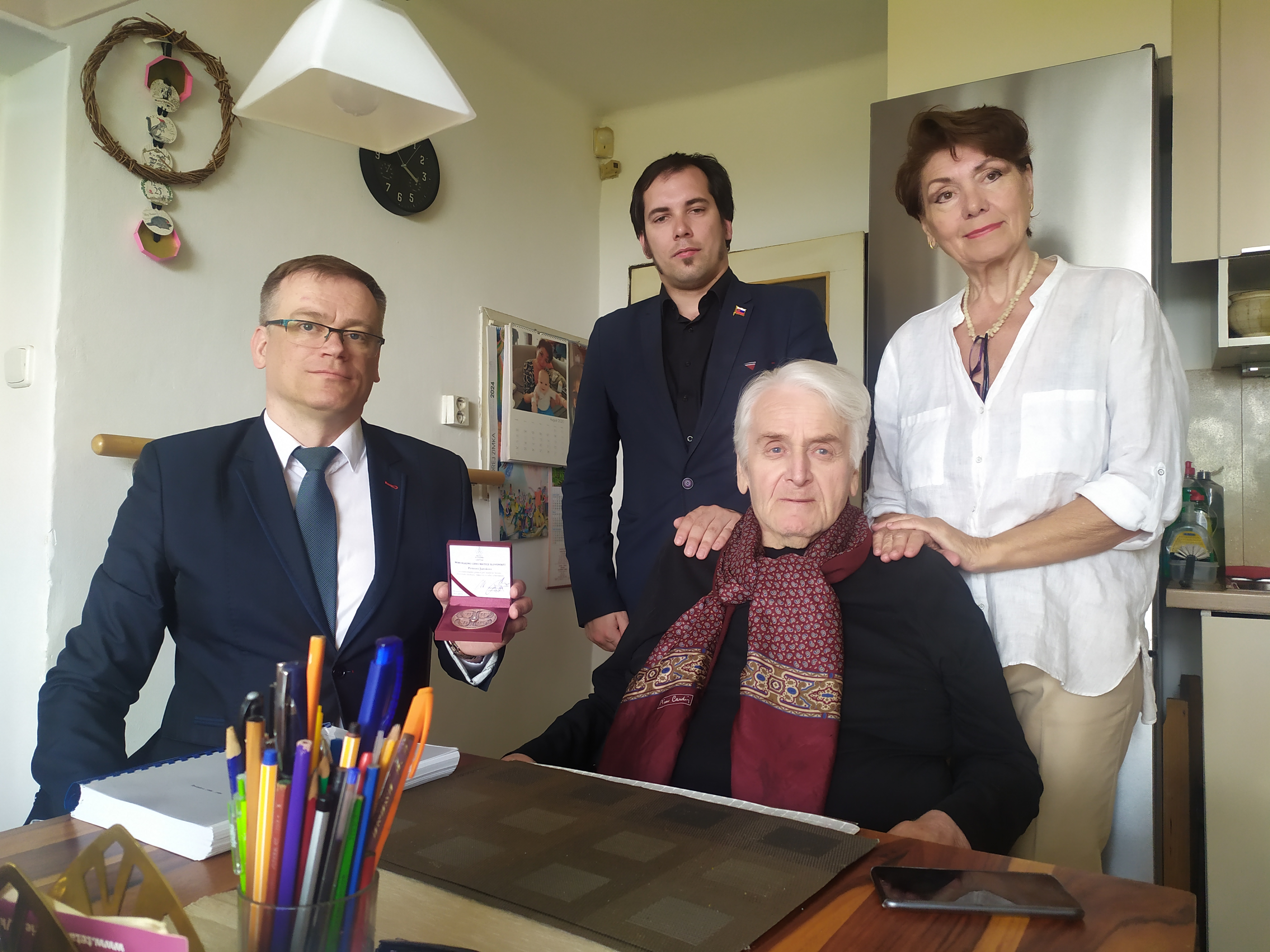
رئیس شورای ملی اسلواکی ماریان گشپر، لوکاش پرنی و پیتر یاروش

از سال ۱۹۹۲ تا ۱۹۹۴ او عضو حزب چپ دموکراتیک شورای ملی جمهوری اسلواکی بود از سال ۱۹۹۶ تا ۱۹۹۹ در مرکز ملی ادبیات اسلواکی کار کرد. در حال حاضر او در مرکز ملی آموزش در براتیسلاوا کار می‌کند.